# Heinrich Kohl (Politiker, 1912)

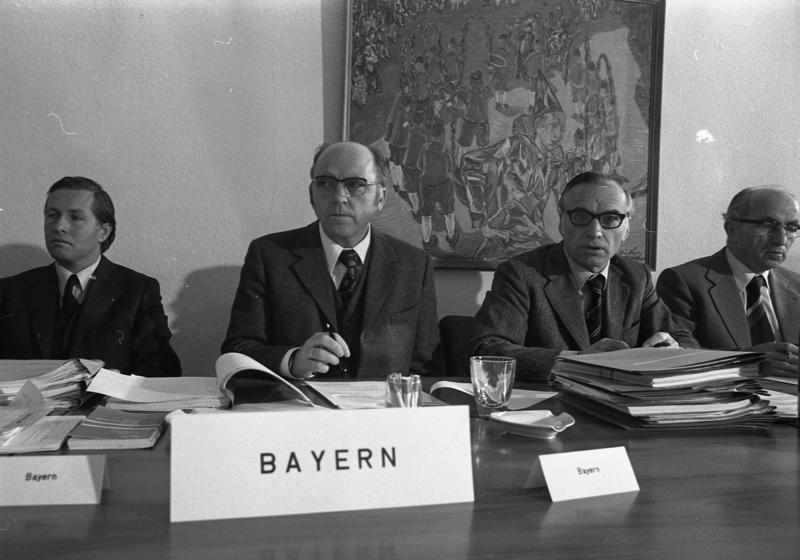
Heinrich Kohl 1973 (ganz rechts)

Heinrich Kohl (* 6. Oktober 1912 in Gilserberg; † 22. Juli 1984) war ein deutscher Jurist, Offizier, Pilot, Landrat und Politiker (FDP).

## Leben
Nach dem Abitur 1932 nahm Kohl ein Studium der Rechts- und Staatswissenschaften sowie der Zeitungswissenschaften in Berlin auf, welches er 1936 mit dem ersten juristischen Staatsexamen beendete.
Zum 1. Mai 1933 trat Kohl der NSDAP bei (Mitgliedsnummer 2.023.813). Nachdem er bereits 1934/35 eine Flugzeugführerausbildung durchlaufen hatte, wurde er 1936 Flugzeugführer in der Luftwaffe der Wehrmacht. Als Sturzkampfflieger am Zweiten Weltkrieg teil. Nach einem Abschuss 1942 geriet der Hauptmann in britische Kriegsgefangenschaft, aus der er im August 1947 entlassen wurde. Danach war er Gerichtsreferendar. 1952 bestand er das zweite juristische Staatsexamen.
Kohl trat nach dem Zweiten Weltkrieg der FDP bei. Er war von 1959 bis 1961 stellvertretender Landesvorsitzender der FDP Hessen und anschließend zusammen mit Wolfgang Mischnick Co-Vorsitzender der Partei. Von 1962 bis 1967 hatte er den alleinigen Vorsitz der hessischen Liberalen inne. Von 1959 bis 1971 war er Mitglied im FDP-Bundesvorstand.
Kohl gehörte von 1950 bis 1970 dem Hessischen Landtag an, war dort von 1958 bis 1963 sowie 1965/1966 Stellvertretender Vorsitzender und von 1963 bis 1965 Vorsitzender der FDP-Fraktion. Von 1966 bis 1970 amtierte er als Vizepräsident des Landtags. Von 1974 bis 1977 war er Ratsmitglied der Stadt Frankenau. 1959, 1964 und 1969 war er Mitglied der Bundesversammlungen. Von 1953 bis 1970 war er Landrat des Landkreises Frankenberg, von 1970 bis 1976 Staatssekretär beim hessischen Innenminister Hanns-Heinz Bielefeld (FDP).
Ab 1972 war er Vorsitzender des Deutschen Verbandes für Wohnungswesen, Städtebau und Raumordnung, Landesgruppe Hessen. 1980 wurde er Erster Vorsitzender des Landesverbandes Hessen e. V. der Deutschen Multiple Sklerose Gesellschaft.
Eine seiner Töchter ist die Schriftstellerin Christiane Kohl.

## Ehrungen
- Eisernes Kreuz II. und I. Klasse
- Frontflugspange
- Verwundetenabzeichen
- 1972: Großes Verdienstkreuz der Bundesrepublik Deutschland